# Lepuix-Neuf
Lepuix-Neuf är en kommun i departementet Territoire de Belfort i regionen Bourgogne-Franche-Comté i östra Frankrike. Kommunen ligger i kantonen Delle som tillhör arrondissementet Belfort. År 2022 hade Lepuix-Neuf 315 invånare.

## Befolkningsutveckling
Antalet invånare i kommunen Lepuix-Neuf
| Referens: INSEE |